# Thisted Provsti
Thisted Provsti er et provsti i Aalborg Stift.  Provstiet ligger i Thisted Kommune.
Thisted Provsti består af 30 sogne med 32 kirker, fordelt på 10 pastorater.

## Pastorater
| Pastorater i Thisted Provsti           | Pastorater i Thisted Provsti        | Pastorater i Thisted Provsti                          |
| -------------------------------------- | ----------------------------------- | ----------------------------------------------------- |
| Hansted-Klitmøller-Ræhr-Vigsø Pastorat | Hillerslev-Kåstrup-Sennels Pastorat | Hundborg-Jannerup-Vang-Vorupør-Vester Vandet Pastorat |
| Hunstrup-Østerild-Hjardemål Pastorat   | Nors-Tved-Øster Vandet Pastorat     | Sjørring-Skjoldborg Pastorat                          |
| Thisted-Skinnerup Pastorat             | Tilsted Pastorat                    | Tømmerby-Lild Pastorat                                |
| Øsløs-Vesløs-Arup Pastorat             |                                     |                                                       |

## Sogne
| Sogne i Thisted Provsti | Sogne i Thisted Provsti | Sogne i Thisted Provsti |
| ----------------------- | ----------------------- | ----------------------- |
| Arup Sogn               | Hansted Sogn            | Hillerslev Sogn         |
| Hjardemål Sogn          | Hundborg Sogn           | Hunstrup Sogn           |
| Jannerup Sogn           | Kallerup Sogn           | Klitmøller Sogn         |
| Kåstrup Sogn            | Lild Sogn               | Nors Sogn               |
| Ræhr Sogn               | Sennels Sogn            | Sjørring Sogn           |
| Skinnerup Sogn          | Skjoldborg Sogn         | Thisted Sogn            |
| Tilsted Sogn            | Thorsted Sogn           | Tved Sogn               |
| Tømmerby Sogn           | Vang Sogn               | Vesløs Sogn             |
| Vester Vandet Sogn      | Vigsø Sogn              | Vorupør Sogn            |
| Øsløs Sogn              | Øster Vandet Sogn       | Østerild Sogn           |